# روي شيلينغ
روي شيلينغ (بالإنجليزية: Roy Schilling)‏ هو كاتب عدل ‏ ومحام بالقضاء العالي وسياسي أسترالي، ولد في 30 أغسطس 1896 في بنديجو في أستراليا، وتوفي في 7 مايو 1979 في أستراليا. حزبياً، نشط في الحزب الليبرالي الأسترالي وVictorian Liberal Party (1954) ‏. وقد انتخب عضو الجمعية التشريعية فيكتوريا.